# Mosquito Island (Britische Jungferninseln)

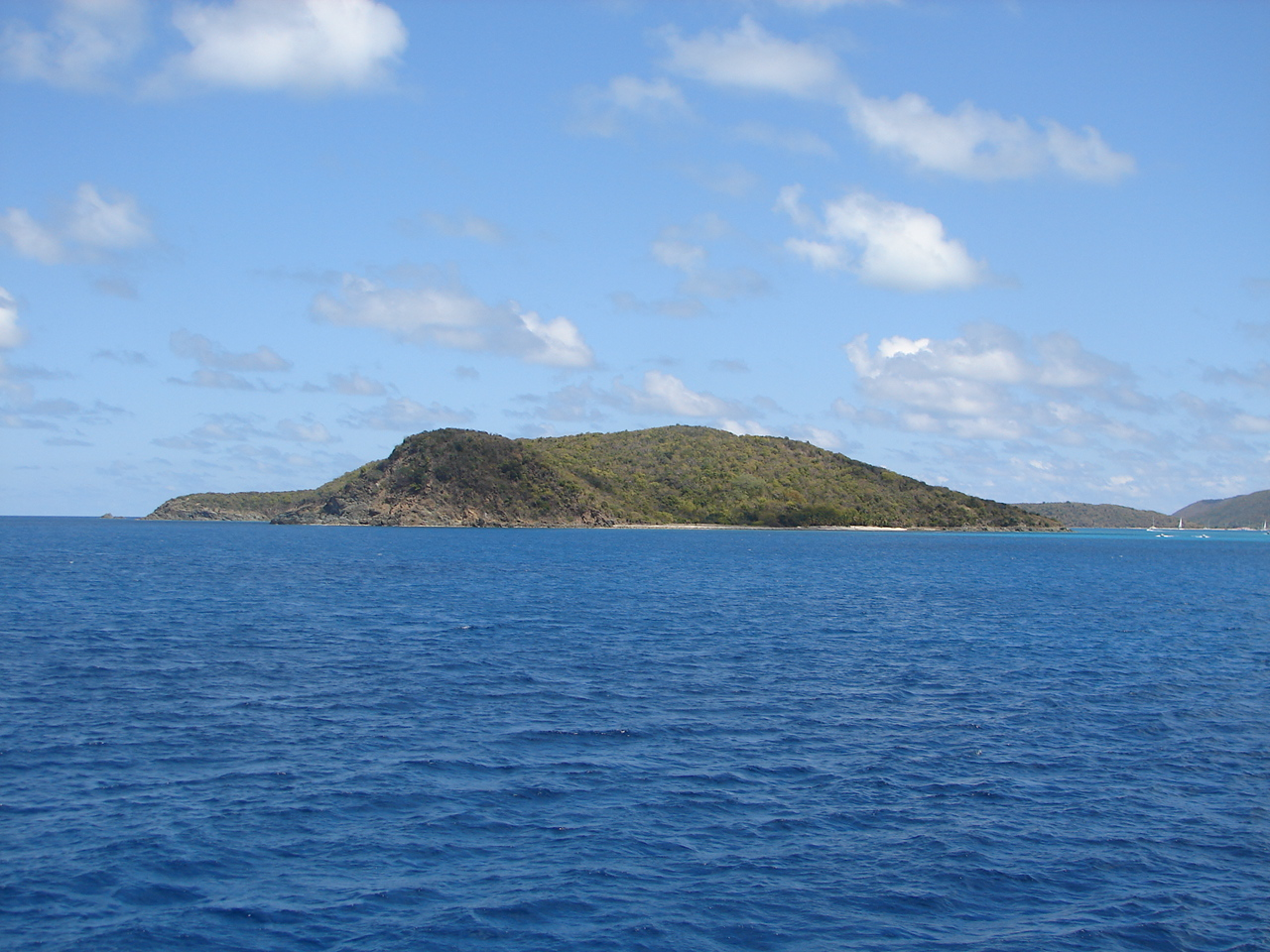
Mosquito Island

Mosquito Island (alternative Schreibweise Moskito Island) ist eine Insel, die zu den Britischen Jungferninseln gehört und nordöstlich von Virgin Gorda liegt.
Die Insel gehört seit 2007 dem britischen Unternehmer Richard Branson, dem auch die Nachbarinsel Necker Island gehört.